# Campeonato Nacional de Rodeo de 1979
El Campeonato Nacional de Rodeo de 1979 se realizó desde el 31 de marzo al 2 de abril de aquel año en Rancagua. Los campeones fueron los jinetes de la Asociación Osorno Ricardo de la Fuente y Julio Buschmann montando a "Agora Qué" y a "Rastrojo". Esta collera finalizó la serie de campeones con 22 puntos y fue el segundo título de Ricardo de la Fuente, quien sería nuevamente campeón en 1980. Esta fue la séptima collera de Osorno en ganar un Campeonato de Chile, antes había sido en los años 1958, 1959, 1971, 1972, 1977 y 1978. En la noche anterior a este campeonato hubo una torrencial lluvia en Rancagua, dejando un barrial en la medialuna, sin embargo, las condiciones eran iguales para todos los participantes, por lo que no hubo reclamos.
Durante este campeonato se estrenaron nuevos arreglos en la Medialuna de Rancagua, tanto la Federación del Rodeo Chileno como la Corporación del Rodeo de Rancagua trabajaron arduamente en el mejoramiento de las instalaciones, ampliando graderías y reforzando estructuras.

## Resultados

### Serie de campeones
| Cuarto Animal 1979 | Cuarto Animal 1979                       | Cuarto Animal 1979       | Cuarto Animal 1979 | Cuarto Animal 1979 |
| ------------------ | ---------------------------------------- | ------------------------ | ------------------ | ------------------ |
| Lugar              | Jinetes                                  | Caballos                 | Asociación         | Puntaje            |
| 1º                 | Julio Buschmann y Ricardo de la Fuente   | "Rastrojo"y "Agora Qué"  | Osorno             | 22                 |
| 2º                 | Luis Domínguez y Alberto Schwalm         | "Vistazo" y "Estribillo" | Osorno             | 19                 |
| 3º                 | Hernán Monsalve y Francisco Navarro      | "Caldillo" y "Ensarte"   | Osorno             | 18                 |
| 4º                 | Francisco Navarro y Ricardo de la Fuente | "Pícara" y "Ña Juana"    | Osorno             | 15                 |
| 5º                 | Gonzalo Vial y Jesús Bustamante          | "Picaflor" y "Chamaco"   | O'Higgins          | 12                 |
| 6º                 | Pedro Vergara y Ramón González           | "Llavero" y "Choclo"     | O'Higgins          | 10                 |

- Movimiento de la rienda: Alfredo Muñoz en "Harapienta".
- Sello de raza: "Pencazo".

## Cuadro de honor temporada 1978-1979

### Jinetes
- 1.º Ricardo de la Fuente[6]
- 2.º Francisco Navarro
- 3.º Manuel Fuentes
- 4.º Guillermo Barra
- 5.º Luis Domínguez
- 6.º Mario Parada
- 7.º Ramón Cardemil
- 8.º José Manuel Aguirre
- 9.º Pedro Vergara
- 10.º Ramón González

### Caballos
- 1.º Caldillo
- 2.º Salteador III
- 3.º Favorito
- 4.º Bracero
- 5.º Picaflor
- 6.º Refuerzo II
- 7.º Halcón
- 8.º El Solitario
- 9.º Barquero
- 10.º Limonero

### Yeguas
- 1.º Agora Qué
- 2.º Ña Juana
- 3.º Pícara
- 4.º Kika
- 5.º Secarrona
- 6.º Horquilla
- 7.º Zarpa
- 8.º Zarca
- 9.º Lelita
- 10.º Lolita

### Potros
- 1.º Bellaco
- 2.º Curanto
- 3.º Vino Añejo
- 4.º Campesino
- 5.º Vistazo
- 6.º El Tira
- 7.º Rival
- 8.º Estribillo
- 9.º Llavero
- 10.º Rastrojo